# Nordea Nordic Light Open 2008
Nordea Nordic Light Open 2008 — жіночий тенісний турнір, що проходив на відкритих кортах з твердим покриттям. Це був 7-й за ліком Nordea Nordic Light Open. Належав до турнірів 4-ї категорії в рамках Туру WTA 2008. Відбувся в Стокгольмі (Швеція) й тривав з 28 липня до 3 серпня 2008 року. Четверта сіяна Каролін Возняцкі здобула титул в одиночному розряді й отримала $22,925.

## Фінальна частина

### Одиночний розряд
Каролін Возняцкі —  Віра Душевіна, 6–0, 6–2
- Для Возняцкі це був 1-й титул за кар'єру.

### Парний розряд
Івета Бенешова /  Барбора Стрицова —  Петра Цетковська /  Луціє Шафарова, 7–5, 6–4